# Ignace-Gaston Pardies
Ignace-Gaston Pardies (Pau, 1636 – Parigi, 1673) è stato un fisico, matematico e gesuita francese.

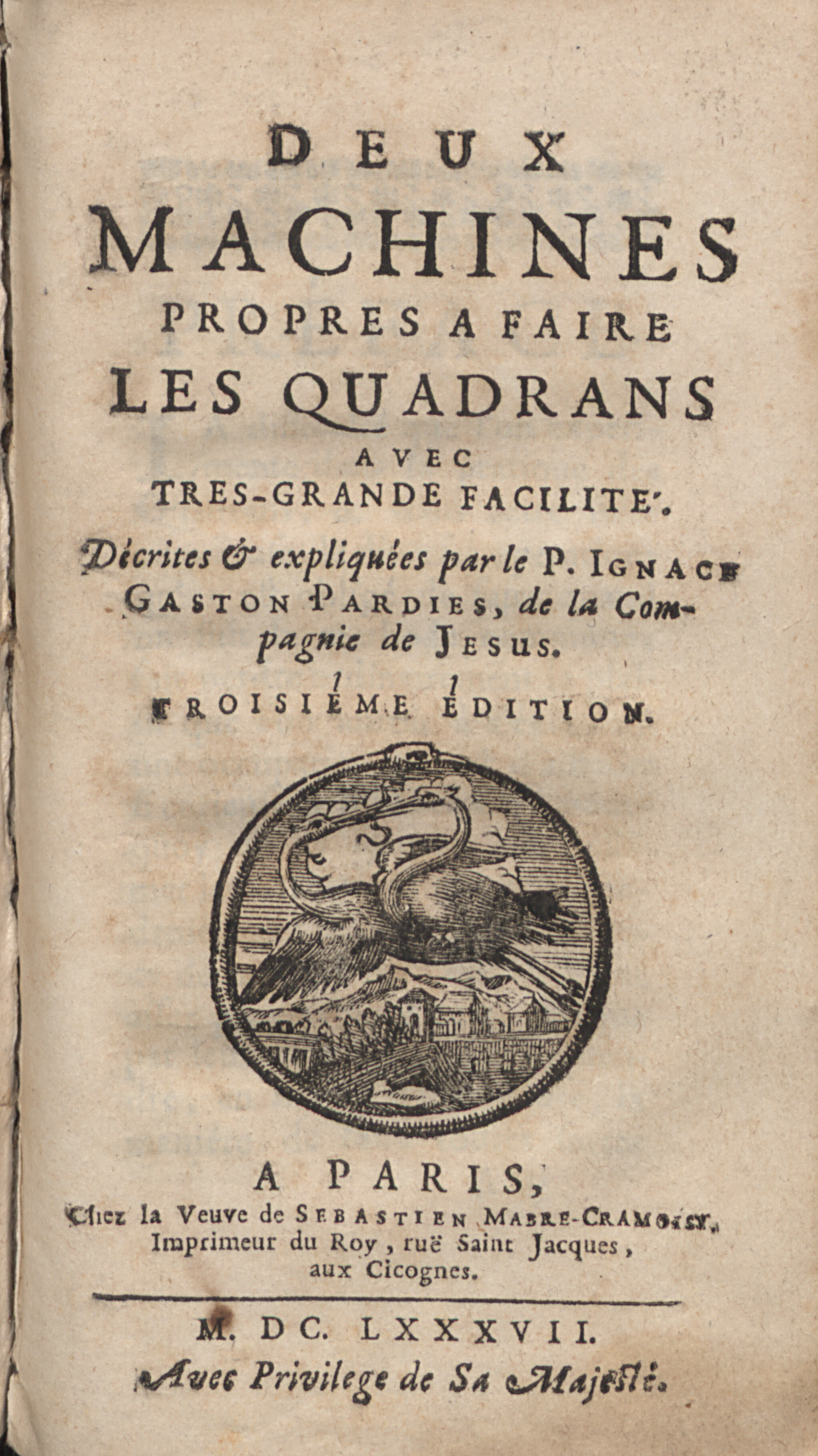
Deux machines propres à faire les quadrans, 1687

Sostenne la teoria ondulatoria della luce con Francesco Maria Grimaldi e Robert Hooke. Le sue opere ebbero un'importante influenza su Christiaan Huygens.

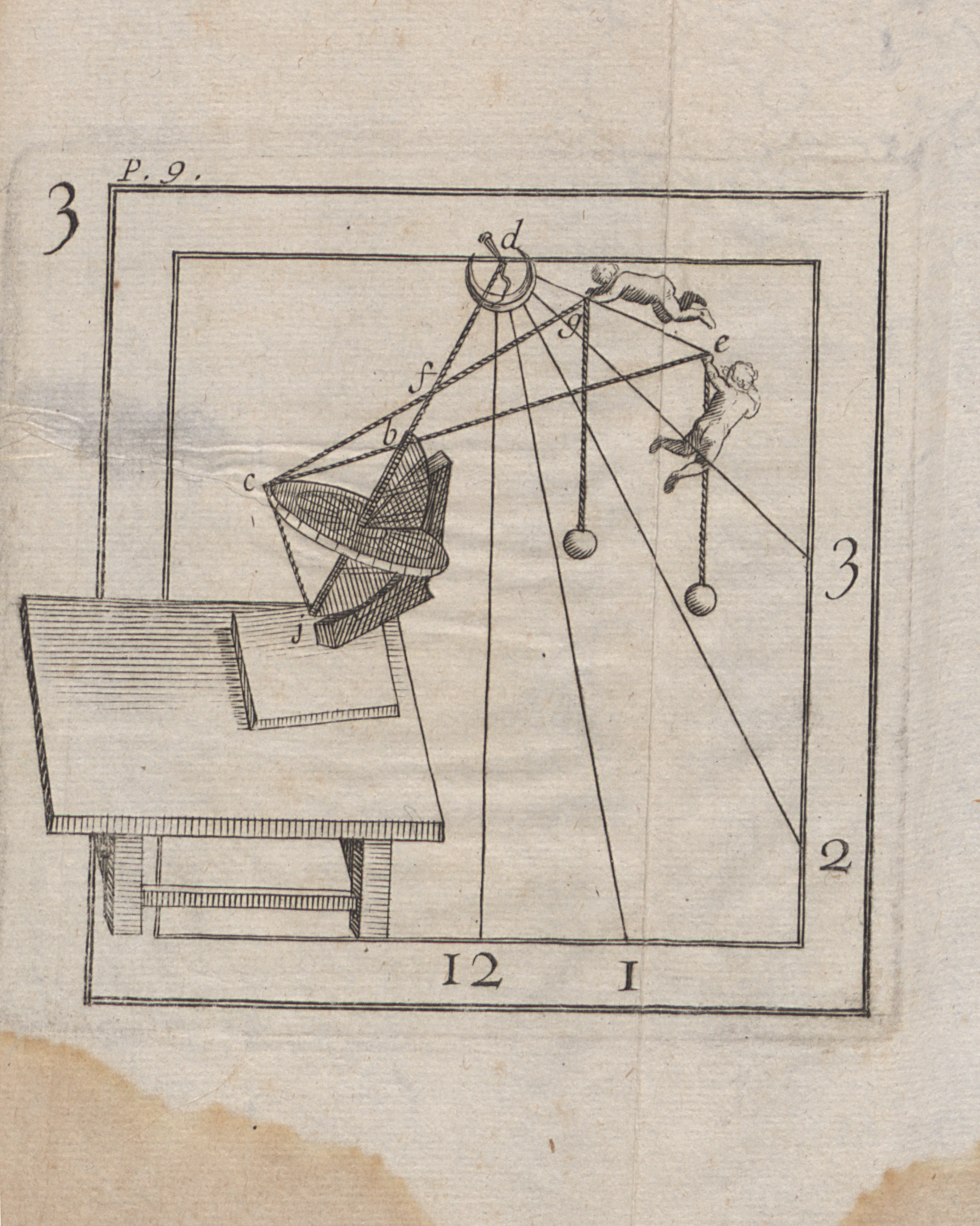
Deux machines propres à faire les quadrans, 1687. Tavola

## Biografia
Pardies nacque a Pau, figlio di un funzionario all'assemblea locale. Entrò nella Compagnia di Gesù il 17 novembre 1652 e per un certo tempo insegnò letteratura classica; durante questo periodo compose una serie di brevi opere latine, in prosa e in versi. Dopo la sua ordinazione insegnò filosofia e matematica al Lycée Louis-le-Grand di Parigi. Il suo primo lavoro scientifico fu l'Horologium Thaumanticum Duplex (Parigi, 1662), nel quale veniva  descritto uno strumento che aveva inventato per la costruzione di vari tipi di meridiane. Tre anni dopo apparve la sua Dissertatio de Motu e Natura Cometarum, pubblicata separatamente in latino e in francese (Bordeaux, 1665). Nella sua opera La Statique (Parigi, 1673) sostenne che la teoria di Galileo non fosse corretta. Questo, insieme ai Discours du mouvement local (Parigi, 1670) e il manoscritto Traité complet d'Optique (non pubblicato), in cui stabilì per la prima volta delle analogie tra l'ottica da un lato e le onde meccaniche (suono e liquidi) dall'altro, fu parte di un lavoro generale sulla fisica che aveva programmato. Il Traité complet d'Optique fu studiato da Pierre Ango (1640-1694) un suo confratello per il suo libro L'Optique che pubblicò nel 1682. Il manoscritto fu anche citato da Christiaan Huygens nel suo Traité de la Lumière (1690), dove asserì che fu la teoria di Pardies a ipotizzare che la velocità della luce fosse finita.
Il suo trattato Discours de la conaissance des bêtes fu pubblicato in varie edizioni in lingua italiana, con il nome dell'autore italianizzato in Ignazio Gastoni Pardies.

## Opere
- (FR) Ignace Gaston Pardies, Éleméns de géométrie, A Paris, Sébastien Mabre-Cramoisy, 1683. URL consultato il 19 giugno 2015.
- (FR) Ignace Gaston Pardies, Deux machines propres à faire les quadrans, A Paris, Sébastien Mabre-Cramoisy, 1687. URL consultato il 19 giugno 2015.
- (FR) Ignace Gaston Pardies, Statique, A Paris, Sébastien Mabre-Cramoisy, 1688. URL consultato il 19 giugno 2015.

## Edizioni in italiano
- Ignazio Gastoni Pardies, Dell'anima delle bestie, e sue funzioni, traduzione di Geminiano Montanari, Venezia, Andrea Poletti, 1684.
- Ignazio Gastoni Pardies, Dell'anima delle bestie, e sue funzioni, Venezia, Andrea Poletti, 1694.
- Ignazio Gastoni Pardies, Dell'anima delle bestie, e sue funzioni, Venezia, Andrea Poletti, 1696.
- Ignazio Gastoni Pardies, Dell'anima delle bestie, e sue funzioni, Pavia, Pietro Antonio Magri, 1715.